# Vezin-le-Coquet
Vezin-le-Coquet (en bretó Gwezin, en gal·ló Bezein) és un municipi francès, situat a la regió de Bretanya, al departament d'Ille i Vilaine. L'any 2006 tenia 3.901 habitants.

## Demografia
| 1962                                       | 1968  | 1975  | 1982  | 1990  | 1999  | 2006  |
| ------------------------------------------ | ----- | ----- | ----- | ----- | ----- | ----- |
| 839                                        | 1.596 | 2.207 | 2.731 | 3.268 | 4.029 | 3.809 |
| Des de 1962: població sense dobles comptes |       |       |       |       |       |       |

## Administració
| Període   | Identitat        | Partit        |
| --------- | ---------------- | ------------- |
| 1929-1971 | Fernand Bons     |               |
| 1971-2001 | Robert Rahn      |               |
| 2001-2008 | Yolaine Le Cadre | Divers gauche |
| 2008-     | Gérard Le Cam    | PS            |